# Kremlin Cup 2000 - Qualificazioni singolare maschile
Le qualificazioni del singolare maschile del Kremlin Cup 2000 sono state un torneo di tennis preliminare per accedere alla fase finale della manifestazione. I vincitori dell'ultimo turno sono entrati di diritto nel tabellone principale. In caso di ritiro di uno o più giocatori aventi diritto a questi sono subentrati i lucky loser, ossia i giocatori che hanno perso nell'ultimo turno ma che avevano una classifica più alta rispetto agli altri partecipanti che avevano comunque perso nel turno finale.
Le qualificazioni del torneo Kremlin Cup 2000 prevedevano 32 partecipanti di cui 4 sono entrati nel tabellone principale.

## Teste di serie
1. Bohdan Ulihrach (primo turno)
2. Sargis Sargsian (primo turno)
3. Michal Tabara (primo turno)
4. Jan Siemerink (primo turno)

1. Goran Ivanišević (Qualificato)
2. Tuomas Ketola (ultimo turno)
3. Kevin Ullyett (secondo turno)
4. Ján Krošlák (Qualificato)

## Qualificati
1. Kristian Pless
2. Ján Krošlák

1. Lars Burgsmüller
2. Goran Ivanišević

## Tabellone

### Legenda
| - Q = Qualificato - WC = Wild card - LL = Lucky loser | - ALT = Alternate - SE = Special Exempt - PR = Protected Ranking | - w/o = Walkover - r = Ritirato - d = Squalificato |

### Sezione 1
|  | Primo turno        | Primo turno        | Primo turno     | Primo turno | Primo turno |  |  | Secondo turno  | Secondo turno  | Secondo turno  | Secondo turno  | Secondo turno  |   |   | Ultimo turno   | Ultimo turno   | Ultimo turno   | Ultimo turno | Ultimo turno |  |
|  |                    |                    |                 |             |             |  |  |                |                |                |                |                |   |   |                |                |                |              |              |  |
|  |                    | Igor' Kunicyn      | Igor' Kunicyn   | 7           | 6           |  |  |                |                |                |                |                |   |   |                |                |                |              |              |  |
|  | 1                  | Bohdan Ulihrach    | Bohdan Ulihrach | 5           | 1           |  |  | Igor' Kunicyn  | Igor' Kunicyn  | 4              | 7              | 3              |   |   |                |                |                |              |              |  |
|  | Ionuț Moldovan     | Ionuț Moldovan     | 6               | 4           | 6           |  |  | Ionuț Moldovan | Ionuț Moldovan | 6              | 5              | 6              |   |   |                |                |                |              |              |  |
|  | Philipp Mukhometov | Philipp Mukhometov | 4               | 6           | 3           |  |  |                |                |                |                |                |   |   | Ionuț Moldovan | Ionuț Moldovan | Ionuț Moldovan | 3            | 4            |  |
|  | Kristian Pless     | Kristian Pless     | 2               | 6           | 6           |  |  |                |                | Kristian Pless | Kristian Pless | Kristian Pless | 6 | 6 |                |                |                |              |              |  |
|  | Noam Okun          | Noam Okun          | 6               | 3           | 4           |  |  |                | Kristian Pless | Kristian Pless | 7              | 6              |   |   |                |                |                |              |              |  |
|  | 7                  | Kevin Ullyett      | 6               | 4           | 6           |  |  | 7              | Kevin Ullyett  | Kevin Ullyett  | 5              | 4              |   |   |                |                |                |              |              |  |
|  |                    | Răzvan Sabău       | 3               | 6           | 2           |  |  |                |                |                |                |                |   |   |                |                |                |              |              |  |

### Sezione 2
|  | Primo turno      | Primo turno             | Primo turno             | Primo turno | Primo turno |  |  | Secondo turno  | Secondo turno  | Secondo turno  | Secondo turno | Secondo turno |   |   | Ultimo turno | Ultimo turno  | Ultimo turno | Ultimo turno | Ultimo turno |  |
|  |                  |                         |                         |             |             |  |  |                |                |                |               |               |   |   |              |               |              |              |              |  |
|  |                  | Daniel Nestor           | Daniel Nestor           | 6           | 6           |  |  |                |                |                |               |               |   |   |              |               |              |              |              |  |
|  | 2                | Sargis Sargsian         | Sargis Sargsian         | 3           | 3           |  |  | Daniel Nestor  | Daniel Nestor  | Daniel Nestor  | 7             | 6             |   |   |              |               |              |              |              |  |
|  | Radek Štěpánek   | Radek Štěpánek          | 64                      | 6           | 6           |  |  | Radek Štěpánek | Radek Štěpánek | Radek Štěpánek | 63            | 3             |   |   |              |               |              |              |              |  |
|  | Artem Derepasko  | Artem Derepasko         | 7                       | 2           | 1           |  |  |                |                |                |               |               |   |   |              | Daniel Nestor | 3            | 6            | 5            |  |
|  | Nenad Zimonjić   | Nenad Zimonjić          | 2                       | 6           | 6           |  |  |                |                | 8              | Ján Krošlák   | 6             | 1 | 7 |              |               |              |              |              |  |
|  | Alexander Shvets | Alexander Shvets        | 6                       | 3           | 4           |  |  |                | Nenad Zimonjić | 3              | 6             | 1             |   |   |              |               |              |              |              |  |
|  | 8                | Ján Krošlák             | Ján Krošlák             | 6           | 6           |  |  | 8              | Ján Krošlák    | 6              | 1             | 6             |   |   |              |               |              |              |              |  |
|  |                  | Kirill Ivanov-Smolensky | Kirill Ivanov-Smolensky | 3           | 4           |  |  |                |                |                |               |               |   |   |              |               |              |              |              |  |

### Sezione 3
|  | Primo turno      | Primo turno      | Primo turno      | Primo turno | Primo turno |  |  | Secondo turno    | Secondo turno    | Secondo turno | Secondo turno | Secondo turno |   |   | Ultimo turno | Ultimo turno     | Ultimo turno | Ultimo turno | Ultimo turno |  |
|  |                  |                  |                  |             |             |  |  |                  |                  |               |               |               |   |   |              |                  |              |              |              |  |
|  |                  | Dmitri Vlasov    | 2                | 6           | 7           |  |  |                  |                  |               |               |               |   |   |              |                  |              |              |              |  |
|  | 3                | Michal Tabara    | 6                | 4           | 63          |  |  | Dmitri Vlasov    | Dmitri Vlasov    | 2             | 6             | 4             |   |   |              |                  |              |              |              |  |
|  | Lars Burgsmüller | Lars Burgsmüller | Lars Burgsmüller | 6           | 6           |  |  | Lars Burgsmüller | Lars Burgsmüller | 6             | 3             | 6             |   |   |              |                  |              |              |              |  |
|  | Taylor Dent      | Taylor Dent      | Taylor Dent      | 2           | 3           |  |  |                  |                  |               |               |               |   |   |              | Lars Burgsmüller | 7            | 2            | 6            |  |
|  | Paul Kilderry    | Paul Kilderry    | Paul Kilderry    | 6           | 6           |  |  |                  |                  | 6             | Tuomas Ketola | 63            | 6 | 3 |              |                  |              |              |              |  |
|  | Oleg Ogorodov    | Oleg Ogorodov    | Oleg Ogorodov    | 4           | 2           |  |  |                  | Paul Kilderry    | Paul Kilderry | 3             | 4             |   |   |              |                  |              |              |              |  |
|  | 6                | Tuomas Ketola    | Tuomas Ketola    | 6           | 6           |  |  | 6                | Tuomas Ketola    | Tuomas Ketola | 6             | 6             |   |   |              |                  |              |              |              |  |
|  |                  | Vadim Kucenko    | Vadim Kucenko    | 0           | 1           |  |  |                  |                  |               |               |               |   |   |              |                  |              |              |              |  |

### Sezione 4
|  | Primo turno   | Primo turno        | Primo turno        | Primo turno | Primo turno |  |  | Secondo turno    | Secondo turno    | Secondo turno    | Secondo turno    | Secondo turno    |   |   | Ultimo turno | Ultimo turno | Ultimo turno | Ultimo turno | Ultimo turno |  |
|  |               |                    |                    |             |             |  |  |                  |                  |                  |                  |                  |   |   |              |              |              |              |              |  |
|  |               | Julien Benneteau   | Julien Benneteau   | 6           | 7           |  |  |                  |                  |                  |                  |                  |   |   |              |              |              |              |              |  |
|  | 4             | Jan Siemerink      | Jan Siemerink      | 1           | 6           |  |  | Julien Benneteau | Julien Benneteau | Julien Benneteau | 2                | 5                |   |   |              |              |              |              |              |  |
|  | Björn Phau    | Björn Phau         | Björn Phau         | 6           | 7           |  |  | Björn Phau       | Björn Phau       | Björn Phau       | 6                | 7                |   |   |              |              |              |              |              |  |
|  | Pavel Ivanov  | Pavel Ivanov       | Pavel Ivanov       | 2           | 63          |  |  |                  |                  |                  |                  |                  |   |   |              | Björn Phau   | Björn Phau   | 3            | 68           |  |
|  | Nicklas Kulti | Nicklas Kulti      | Nicklas Kulti      | 7           | 6           |  |  |                  |                  | 5                | Goran Ivanišević | Goran Ivanišević | 6 | 7 |              |              |              |              |              |  |
|  | Nir Welgreen  | Nir Welgreen       | Nir Welgreen       | 5           | 2           |  |  |                  | Nicklas Kulti    | Nicklas Kulti    | 63               | 4                |   |   |              |              |              |              |              |  |
|  | 5             | Goran Ivanišević   | Goran Ivanišević   | 6           | 6           |  |  | 5                | Goran Ivanišević | Goran Ivanišević | 7                | 6                |   |   |              |              |              |              |              |  |
|  |               | Alex Bogomolov Jr. | Alex Bogomolov Jr. | 1           | 1           |  |  |                  |                  |                  |                  |                  |   |   |              |              |              |              |              |  |